# Ragusa (Italiaanse stad)
Ragusa is een stad op het eiland Sicilië, dat zelf een autonome regio van Italië is. Het is tevens hoofdstad van de provincie Ragusa. De stad telt 68.000 inwoners.
De stad Ragusa ligt in het zuidoosten van Sicilië, 40 kilometer ten westen van Syracuse op een hoogte van 497 meter. Tot de gemeente Ragusa behoort tevens de 20 kilometer zuidelijker gelegen badplaats Marina di Ragusa. Het behoort daarmee tot de gemeentes van Italië met de grootste hoogteverschillen. Ragusa is een van de barokke steden in de Val di Noto die op de werelderfgoedlijst staat.

## Geschiedenis
Het oudste deel is Ragusa Ibla. Dit was in de tijd der Sicelen en in de Klassieke oudheid de stad Hybla Heraea of Hybla Parva.
In 848 en 853 werd het kortstondig veroverd door de Aghlabiden op de Byzantijnen. Emir Khafaja ibn Soefijan moest in 866 het beleg na 15 maanden afbreken, nadat de Byzantijnse admiraal Niketas Oryphas de stad te hulp was gekomen met 100 schepen. In 868 werd de stad definitief door de moslims ingenomen.
In 1090 kwam het aan de Normandiër Rogier I van Sicilië. Zijn zoon Godfried werd de eerste graaf van Ragusa.
Ragusa werd door de aardbeving van 1693 grotendeels verwoest, maar vervolgens in de stijl van de Siciliaanse barok herbouwd.

## Bezienswaardigheden
- Oud stadsdeel "Ibla"
- De kathedraal (1706)
- De domkerk "San Giorgio" (1739)
- Archeologisch park "Caucana"

## Geboren
- Giuseppe Schininà di Sant'Elia (1850-1922), baron, burgemeester van Ragusa, senator voor het leven
- Damiano Caruso (1987), wielrenner

## Afbeeldingen

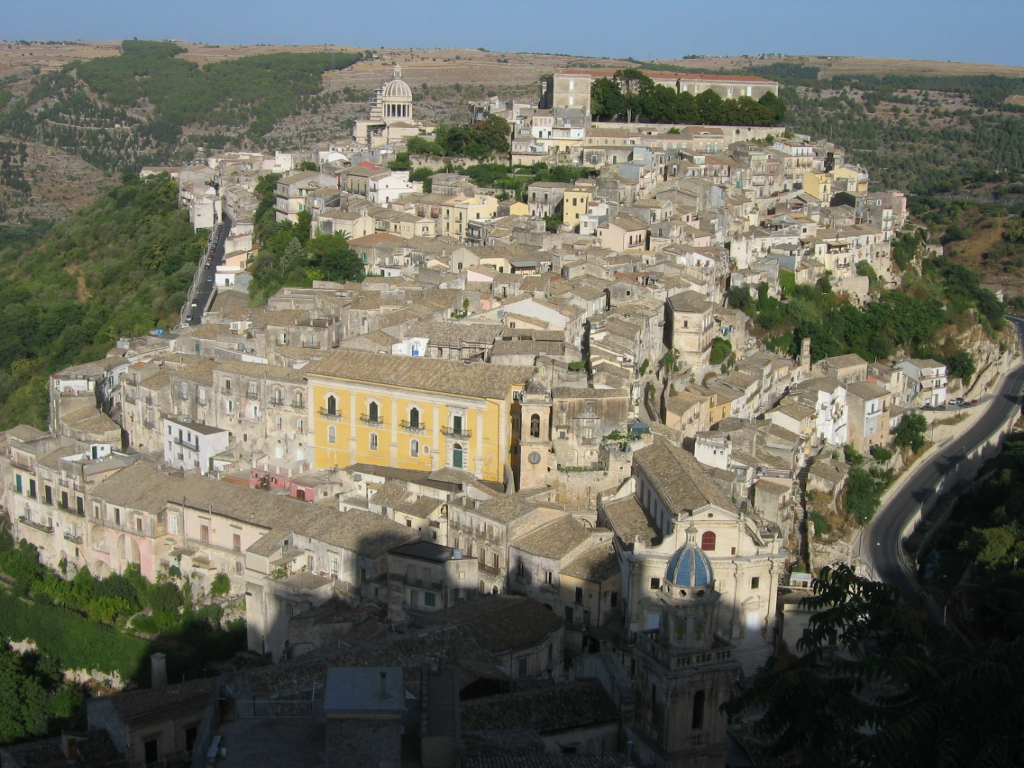
Zicht op Ragusa-Ibla
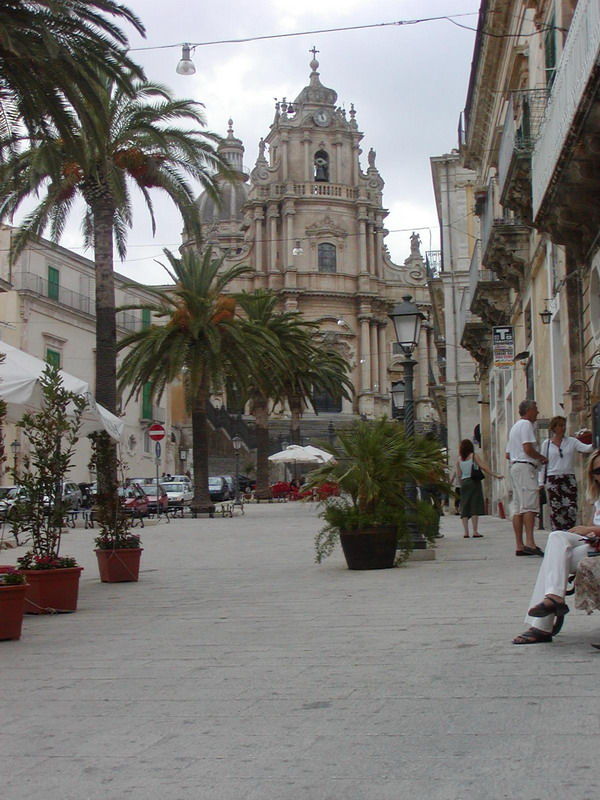
San Giorgio